# Dowód niewinności
Dowód niewinności – amerykański serial telewizyjny (dramat prawniczy) wyprodukowany przez Danny Strong Productions, Leap Boy Productions oraz 20th Century Fox Television, którego twórcą jest David Elliot. Serial był emitowany od 15 lutego 2019 roku do 10 maja 2019 roku przez FOX. Natomiast w Polsce był emitowany od 21 maja 2019 roku do 13 sierpnia 2019 roku przez Fox Polska.
Fabuła serialu opowiada o młodej prawniczce, Madeline Scott, która walczy z niesprawiedliwymi wyrokami sądu.
12 maja 2019 roku, stacja FOX ogłosiła zakończenie produkcji serialu po jednym sezonie.

## Główna
- Rachelle Lefevre jako Madeline Scott
- Russell Hornsby jako Ezekiel "Easy" Boudreau
- Nikki M. James jako Violet Bell[4]
- Vincent Kartheiser jako Bodie Quick
- Riley Smith jako Levi Scott[5]
- Kelsey Grammer jako Gore Bellows[6]
- Clare O'Connor jako młoda Madeline Scott[7]

## Role drugoplanowe
- Elaine Hendrix jako Susan Andrews[8]
- Laurie Holden jako Greta Bellows[9]
- Caitlin Mehner[10]
- Tembi Locke jako Vanessa Dale[10]
- Tiffany Dupont jako Nikki Russo[11]
- Catherine Lidstone jako Isabel Sanchez[11]
- Candice Coke jako Wren[12]

## Odcinki
| Sezon | Odcinki | Oryginalna emisja w FOX | Oryginalna emisja w FOX | Oryginalna emisja w Fox Polska | Oryginalna emisja w Fox Polska | Oryginalna emisja w Fox Polska |
| Sezon | Odcinki | Premiera sezonu         | Finał sezonu            | Premiera sezonu                | Finał sezonu                   |                                |
| ----- | ------- | ----------------------- | ----------------------- | ------------------------------ | ------------------------------ | ------------------------------ |
| 1     | 13      | 15 lutego 2019          | 10 maja 2019            | 21 maja 2019                   | 13 sierpnia 2019               |                                |

### Sezon 1 (2019)
| #  | Tytuł                                                                    | Reżyseria             | Scenariusz                        | Premiera w FOX   | Premiera w Fox Polska |
| -- | ------------------------------------------------------------------------ | --------------------- | --------------------------------- | ---------------- | --------------------- |
| 1  | "Pilot" Pilot                                                            | Patricia Riggen       | David Elliot                      | 15 lutego 2019   | 21 maja 2019          |
| 2  | "Ciężar prawdy" The Burden of Truth                                      | Howie Deutch          | Danny Strong & Adam Armus         | 22 lutego 2019   | 28 maja 2019          |
| 3  | "Wyznanie win" A Minor Confession                                        | Elodie Keene          | Wendy West                        | 1 marca 2019     | 4 czerwca 2019        |
| 4  | "Gra wstydem" The Shame Game                                             | Howie Deutch          | Danny Strong                      | 8 marca 2019     | 11 czerwca 2019       |
| 5  | "Dźwigaj swój krzyż" Cross to Bear                                       | Mario Van Peebles     | Stacy A. Littlejohn               | 15 marca 2019    | 18 czerwca 2019       |
| 6  | "Opowieść o kopciuszku" A Cinderhella Story                              | Rashaad Ernesto Green | Adam Armus, David Elliot          | 22 marca 2019    | 25 czerwca 2019       |
| 7  | "Żyć i umrzeć w Cleveland" Living and Dying in East Cleveland            | Sharat Raju           | Tina Mabry                        | 29 marca 2019    | 2 lipca 2019          |
| 8  | "Walka o Stonewall" The Struggle for Stonewall                           | Danny Strong          | Danny Strong, Tesia Walker        | 5 kwietnia 2019  | 9 lipca 2019          |
| 9  | "Straty do przyjęcia" Acceptable Losses                                  | Anna Mastro           | William N. Fordes, Rachel Borders | 12 kwietnia 2019 | 16 lipca 2019         |
| 10 | "Komandosi za burtą" SEAL Team Deep Six                                  | Elodie Keene          | Aaron Carew                       | 19 kwietnia 2019 | 23 lipca 2019         |
| 11 | "Wstrząs" Shaken                                                         | Jon Amiel             | Terri Kopp, Adam Scott Weissman   | 26 kwietnia 2019 | 30 lipca 2019         |
| 12 | "W obronie Madeline Scott, część 1" In Defense of Madeline Scott, Part 1 | Jennifer Phang        | Stacy A. Littlejohn, David Elliot | 3 maja 2019      | 6 sierpnia 2019       |
| 13 | "W obronie Madeline Scott, część 2" In Defense of Madeline Scott, Part 2 | Howie Deutch          | Adam Armus                        | 10 maja 2019     | 13 sierpnia 2019      |

## Produkcja
W marcu 2018 roku  poinformowano, że Riley Smith, Clare O'Connor oraz Nikki M. James dołączyli do obsady. 14 maja 2018 roku stacja FOX ogłosiła, zamówienie pierwszego sezonu dramatu, który zadebiutuje w sezonie telewizyjnym 2018/2019. Na początku czerwca 2018 roku poinformowano, że Kelsey Grammer otrzymał rolę jako Gore Bellows. We wrześniu 2018 roku  ogłoszono, że obsada serialu powiększyła się o Elaine Hendrix i Laurie Holden. W kolejnym miesiącu poinformowano, że Tembi Locke, Caitlin Mehner, Catherine Lidstone oraz Tiffany Dupont otrzymali role powracające w serialu. Na początku listopada 2018 roku ogłoszono, że Candice Coke otrzymała rolę jako Wren. 11 maja 2019 stacja FOX poinformowała, że produkcja drugiego sezonu została anulowana.